# Benedikt Pacher
Benedikt Pacher (* 1711 in Reichling, Oberbayern; † 17. Juni 1796 in Salzburg) war ein deutscher Benediktiner und Abt von Kloster Ettal.

## Leben
Benedikt Pacher aus Reichling in Oberbayern legte 1731 Profess in Ettal ab und studierte Theologie in Salzburg. 1737 empfing er die Priesterweihe. Danach war er Forst- und Küchenmeister, bis er am 9. November 1739 zum Abt gewählt wurde.
Während Pachers Amtszeit als Abt brannten 1744 Kloster und Kirche fast komplett ab. Auch die kostbare Bibliothek wurde ein Raub der Flammen. Die bis dahin bestehende klösterliche Ritterakademie musste aufgegeben werden, weil die Mönche die Räume zum Wohnen brauchten. Pacher ließ das Kloster wiederaufbauen und ließ die Kirche in den Formen des Rokoko nach Plänen von Enrico Zuccalli durch Joseph Schmuzer aus der Wessobrunner Schule restaurieren. Zur Ausstattung zählen unter anderem Seitenaltäre und Kanzel von Johann Baptist Straub. Die Deckenmalereien schuf Johann Jakob Zeiller, die Stuckierung Schmuzer und sein Schwiegersohn Johann Georg Üblhör.
1759 resignierte Pacher und ging als Gast in das Stift St. Peter in Salzburg, wo er am 17. Juni 1796 starb.